# Xã North Londonderry, Quận Lebanon, Pennsylvania
Xã North Londonderry (tiếng Anh: North Londonderry Township) là một xã thuộc quận Lebanon, tiểu bang Pennsylvania, Hoa Kỳ. Năm 2010, dân số của xã này là 8.068 người.